# Juan Gabriel Rodrigo Knafo
Juan Gabriel Rodrigo Knafo va ser un jove recordat per la seva tràgica mort, el 5 de març de 1976, a Tarragona mentre fugia de la repressió policial contra una manifestació que denunciava la Matança de Vitòria del 3 de març de 1976. Rodrigo era un treballador de la refineria. El 5 de març de 1976 va assistir a la manifestació esmentada, a Tarragona, amb el lema «Vitòria germans, nosaltres no oblidem». Fugint de les càrregues policials, tres persones es van refugiar en un edifici del carrer Unió i una d'elles, Juan Gabriel Rodrigo, va caure al buit al rebre l'impacte d'una bala de goma disparada per la policia.